# Scea nudata
Scea nudata är en fjärilsart som beskrevs av Erich Martin Hering 1927. Scea nudata ingår i släktet Scea och familjen tandspinnare. Inga underarter finns listade.